# Carlo Canepa
Carlo Canepa (Sestri Ponente, 3 agosto 1877 – Genova, 2 ottobre 1948) è stato un politico italiano, esponente socialista, ingegnere.
Laureatosi in ingegneria presso l'Università di Torino ed esponente dell'ala riformista dell'allora Partito Socialista fu eletto, nel 1903, sindaco della cittadina natale di Sestri Ponente, allora comune autonomo, divenendo così il primo sindaco socialista in Italia. In quello stesso periodo fu anche consigliere provinciale.
Più volte rieletto rimase in carica per 19 anni, fino all'11 luglio 1922, quando si dimise dopo ripetute aggressioni delle squadre fasciste e si ritirò dalla politica attiva.
Dopo la caduta del fascismo entrò nella Resistenza e dopo la Liberazione fu designato dal CNL della Liguria a dirigere il Consorzio autonomo del porto di Genova, ruolo che ricoprirà fino alla morte nell'ottobre 1948.
A Sestri Ponente gli è stata intitolata una delle principali vie del quartiere, il viale che collega la centrale piazza Francesco Baracca con la zona collinare di San Giovanni Battista. Nel porto di Genova ha il suo nome uno dei moli del bacino di Sampierdarena.

## Opere (parziale)
- Dal Polcevera al Varenna : la nuova città industriale, Stabilimenti Italiani Arti Grafiche, Sestri Ponente, 1920